# I contendenti
I contendenti (The Litigators) è un romanzo di John Grisham del 2011.

## Trama
Oscar Finley e Wally Figg sono titolari dello studio legale Finley&Figg. Lo studio, fino a quel momento non molto redditizio, viene messo in agitazione quando Wally scopre che il Krayoxx, un farmaco anticolesterolo, provoca gravi danni all'apparato circolatorio fino a portare alla morte. Così dopo aver raccolto vari casi si aggrega al famoso avvocato Jerry Alisandros, specialista in azioni collettive, per far causa all'industria farmaceutica produttrice, la Varrick Lab. Nel frattempo David Zinc, un giovane legale della città, sfinito dagli sforzi fatti lavorando in un grande studio, piomba ubriaco da Finley&Figg, e viene assunto. Dopo aver depositato la citazione e ormai quasi sicuri del risarcimento, si scopre che la causa non è più così sicura come si pensava all'inizio.

## Personaggi principali
- David Zinc: avvocato
- Wally Figg: socio giovane di Finley&Figg
- Oscar Finley: socio anziano di Finley&Figg
- Rochelle Gibson: segretaria dello studio
- Nadine Karros: legale difensore della Varrick
- Helen Zinc: moglie di David
- Harry Seawright: giudice
- Reuben Massey: amministratore della Varrick

## Edizioni
- John Grisham, I contendenti, traduzione di N. Lamberti, Arnoldo Mondadori, 2011,  pp. 405, cap. 51, ISBN 978-88-04-61287-2.